# Várzea (Río Grande del Norte)
Várzea es un municipio del estado de Rio Grande do Norte (Brasil).

## Localización
Está ubicado en la región de Agreste Potiguar. 

## Demografía
Según el censo realizado por el IBGE (Instituto Brasileño de Geografía y Estadística) en 2007, su población es de 5.276 habitantes. La superficie territorial es de aproximadamente 67,3 km².

## Historia
La ciudad fue fundada en 1959.